# ФК В-варен Нагасаки
В-варен Нагасаки (јап. V・ファーレン長崎) јапански је фудбалски клуб из Нагасакија.

## Име
- ФК Аријаке (јап. 有明SC, 2004)
- ФК В-варен Нагасаки (јап. V・ファーレン長崎, 2005—)

## Успеси
Првенство
- Фудбалска лига Јапана: 2012.